# São Miguel do Guamá
São Miguel do Guamá est une municipalité brésilienne située dans l'État du Pará.